# Verwaltervertrag
Ein Verwaltervertrag regelt das Rechtsverhältnis zwischen der Wohnungseigentümergemeinschaft und dem von ihr bestellten WEG-Verwalter. Die einzelnen Wohnungseigentümer werden nicht Vertragspartei.

## Allgemeines
Der Verwaltervertrag dient dem Zweck, den Parteien eine entsprechende Rechts- und Handlungssicherheit hinsichtlich ihrer gegenseitigen Rechte und Pflichten zu gewährleisten. Ein Verwaltervertrag kommt noch nicht allein durch die Bestellung des Verwalters in der Wohnungseigentümerversammlung zustande, sondern ist von den dazu berechtigten oder delegierten Eigentümern mit dem Verwalter zu schließen. Nach Mehrheitsbeschluss ist die Mehrheit berechtigt, den Vertrag auch im Namen der überstimmten Minderheit abzuschließen. Zu beachten ist, dass nach dem Trennungsprinzip sowohl die Bestellung des WEG-Verwalters als auch der Abschluss des Verwaltervertrags einen jeweils eigenständigen Rechtsakt darstellen. Die Bestellung bedeutet, dass der Verwalter Organ der Wohnungseigentümergemeinschaft wird. Dagegen ist der Verwaltervertrag schuldrechtlicher Natur und regelt unter anderem Pflichten und Rechte des Verwalters.
Es sollte darauf geachtet werden, dass die Amtszeit des Verwalters und die Laufzeit des Verwaltervertrages deckungsgleich sind.

## Rechtsfragen
Der Verwaltervertrag ist als entgeltlicher Geschäftsbesorgungsvertrag im Sinne von § 675 BGB zu verstehen.
Die § 305 ff. BGB enthalten die generellen Regeln zu Allgemeinen Geschäftsbedingungen für alle Vertragsarten. Die Vertragslaufzeit wird dort auf maximal zwei Jahre festgelegt. Der Verwaltervertrag genießt jedoch eine Sonderstellung. Der Bundesgerichtshof (BGH) hat nämlich entschieden, dass für den Abschluss des Verwaltervertrages vorrangig die Bestimmungen des § 26 Abs. 1 Wohnungseigentumsgesetzes (WEG) gelten. Daher kann der Verwaltervertrag abweichend von den allgemeinen Regeln im BGB auf fünf Jahre abgeschlossen werden. Seitens des BGH wurde diese Verlängerung der Vertragslaufzeit damit begründet, dass die Eigentümergemeinschaft ein sachliches Interesse an einer länger dauernden, kontinuierlichen Verwaltertätigkeit hat. Zudem sind die gesetzlichen Regelungen gemäß §§ 305 ff. BGB erst nach dem WEG in Kraft getreten.
Allerdings darf seit dem 1. Juli 2007 durch die Neuregelung in § 26 Abs. 1 Satz 2 WEG der Verwalter bei der erstmaligen Bestellung nach der Begründung des Wohnungseigentums nur noch auf höchstens drei Jahre berufen werden.
Die Eckpunkte des abzuschließenden Verwaltervertrags (Laufzeit und Vergütung) müssen in wesentlichen Umrissen geregelt werden und sind in derselben Wohnungseigentümerversammlung, in der die Bestellung des Verwalters erfolgt, zu beschließen.

## Inhalt des Verwaltervertrages
Die Aufgaben und Befugnisse des Verwalters sind in § 27 WEG umfassend aufgezählt. Darüber hinaus sollte die Vertragsgestaltung noch weitere Inhalte berücksichtigen:
1. Genaue Bezeichnung der zu verwaltenden Liegenschaft (Wohnungsgrundbuch, Teileigentumsgrundbuch),
2. Name/Firma des Verwalters,
3. Vertragsdauer und Kündigungsfristen,
4. Verlängerungsklausel für den Fall der Wiederbestellung des Verwalters,
5. Aufgaben, Rechte und Vollmachten des Verwalters,
6. Verwalterentgelt,
7. Preisanpassungsvereinbarung,
8. Leistungsverzeichnis für das Verwalterentgelt (Grundleistungen),
9. Leistungsverzeichnis für Sonderleistungen,
10. Entgelte für mögliche, aber nicht verzeichnete Leistungen,
11. Regelung der Kostenerstattung.

Weitere Regelungen sollten sein: Vorgaben zur Kontoführung, zur Übergabe der Verwaltungsunterlagen nach Beendigung der Amtszeit, zur Akteneinsicht für jeden Wohnungseigentümer, ggf. zu Verkehrssicherungspflichten. Der Vertrag sollte die Haftung des Verwalters regeln, seine Versicherungspflicht und die Vorlage der Versicherungspolicen, Regelungen im Falle eines Wechsels der Rechtsform des Verwaltungsunternehmens enthalten oder die Zusammenarbeit mit dem Verwaltungsbeirat behandeln.